# Rhabdoblatta incisa
Rhabdoblatta incisa är en kackerlacksart som beskrevs av Bei-Bienko 1969. Rhabdoblatta incisa ingår i släktet Rhabdoblatta och familjen jättekackerlackor. Inga underarter finns listade i Catalogue of Life.